# Franciszek Dąbal
Franciszek Tomasz Dąbal (ur. 23 marca 1920 w Sobowie, zm. 22 czerwca 1989 w Rzeszowie) – polski polityk, działacz ruchu ludowego, poseł na Sejm PRL IV, V, VI, VII, VIII i IX kadencji. W latach 1969–1973 przewodniczący prezydium Wojewódzkiej Rady Narodowej województwa rzeszowskiego (z uprawnieniami wojewody rzeszowskiego).

## Życiorys
Absolwent trzyletniej szkoły zawodowej w Chełmie, następnie pracował jako piekarz. W 1934 rozpoczął działalność w ruchu ludowym. Działał także w radach narodowych i spółdzielczości rolniczej. Należał do Związku Młodzieży Wiejskiej RP Wici i do Związku Młodzieży Polskiej. W czasie okupacji ukończył Szkołę Spółdzielczą w Gaci Przeworskiej. W 1945 wstąpił do Stronnictwa Ludowego, a w 1949 znalazł się w szeregach Zjednoczonego Stronnictwa Ludowego. Od 1955 do 1959 był wiceprezesem WZGS „Samopomoc Chłopska” w Rzeszowie, a w latach 1959–1969 sekretarzem i prezesem Wojewódzkiego Komitetu ZSL w Rzeszowie. W 1964 zasiadł w Naczelnym Komitecie ZSL. 
Był radnym Wojewódzkiej Rady Narodowej w Rzeszowie. 22 kwietnia 1969 został wybrany na przewodniczącego prezydium WRN w Rzeszowie (z uprawnieniami wojewody rzeszowskiego). 6 czerwca 1969 uzyskał reelekcję na przewodniczącego prezydium WRN w Rzeszowie na kolejną kadencję, który to urząd sprawował do 9 grudnia 1973.
W 1965 uzyskał mandat posła na Sejm PRL IV kadencji w okręgu Tarnobrzeg. W kolejnych latach uzyskiwał reelekcję w: 1969 (w okręgu Jarosław), 1972 (w okręgu Tarnobrzeg, 1976 (w okręgu Rzeszów), 1980 (w okręgu Tarnobrzeg, 1985 (z listy krajowej). W Sejmie IV, V i VI kadencji zasiadał w Komisji Handlu Wewnętrznego, w Sejmie VII kadencji w Komisji Administracji, Gospodarki Terenowej i Ochrony Środowiska, w Sejmie VIII kadencji w Komisji Administracji, Gospodarki Terenowej i Ochrony Środowiska, Komisji Skarg i Wniosków, Komisji Nadzwyczajnej do rozpatrzenia projektu ustawy o Radach Narodowych i Samorządzie Terytorialnym oraz w Komisji Administracji, Gospodarki Przestrzennej i Ochrony Środowiska, a w Sejmie IX kadencji w Komisji Rynku Wewnętrznego i Usług, Komisji Spraw Samorządowych, Komisji Nadzwyczajnej do rozpatrzenia poselskiego projektu ustawy o konsultacjach społecznych i referendum, Komisji Nadzwyczajnej do rozpatrzenia projektów ustaw związanych z realizacją drugiego etapu reformy gospodarczej, Komisji Nadzwyczajnej do rozpatrzenia projektu ustawy o zmianie ustawy Ordynacja wyborcza do rad narodowych oraz w Komisji Nadzwyczajnej do rozpatrzenia projektu Ordynacji Wyborczej do Sejmu oraz Ordynacji Wyborczej do Senatu.
W latach 1974–1981 był ponownie prezesem Wojewódzkiego Komitetu ZSL w Rzeszowie. Do 1981 był także przewodniczącym Rady Centralnego Związku Spółdzielni „Samopomoc Chłopska”. Zasiadał też w Komitecie Centralnym Międzynarodowego Związku Spółdzielczego, w Radzie Krajowej Patriotycznego Ruchu Odrodzenia Narodowego oraz w prezydium Naczelnej Rady Spółdzielczej. Był również przewodniczącym Zarządu Wojewódzkiego Ligi Obrony Kraju. W 1983 został wybrany w skład Krajowej Rady Towarzystwa Przyjaźni Polsko-Radzieckiej.

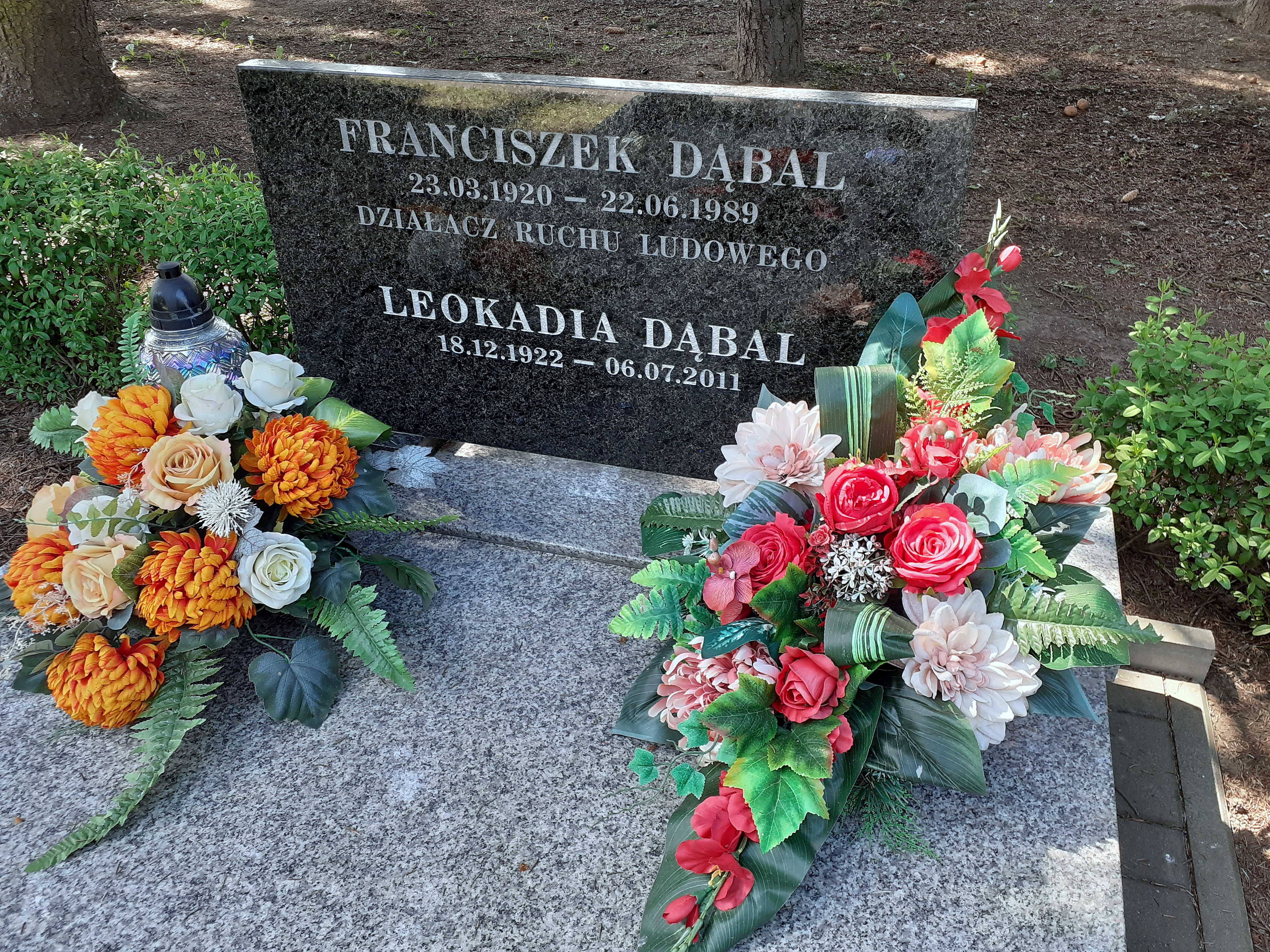
Grobowiec Franciszka i Leokadii Dąbalów

Został pochowany w alei zasłużonych na Cmentarzu Wilkowyja w Rzeszowie.

## Ordery i odznaczenia
- Order Sztandaru Pracy I klasy
- Order Sztandaru Pracy II klasy
- Krzyż Komandorski Orderu Odrodzenia Polski
- Krzyż Kawalerski Orderu Odrodzenia Polski
- Brązowy Krzyż Zasługi (1955)[4]
- Medal 30-lecia Polski Ludowej
- Medal 40-lecia Polski Ludowej
- Odznaka 1000-lecia Państwa Polskiego
- Medal „Za zasługi dla ruchu ludowego” (1984)[5]
- Wpis do „Księgi zasłużonych dla województwa rzeszowskiego” (1982)[6]